# Bruno Van Grootenbrulle
Bruno Van Grootenbrulle (Aat, 18 april 1953) is een Belgisch politicus van de PS. 

## Levensloop
Nadat hij afstudeerde als industrieel ingenieur, werd hij afdelingshoofd van de socialistische mutualiteiten van Aat. In Aat werd Van Grootenbrulle in 1988 verkozen tot gemeenteraadslid en van 1989 tot 1997 was hij er schepen. In 1997 volgde hij Guy Spitaels op als burgemeester van Aat, dat bleef hij tot 2008. 
In 2008 stapte hij uit de gemeentepolitiek van Aat omdat hij terecht moest staan in het proces van de gasexplosie van Gellingen. Hij werd in deze zaak vrijgesproken.
Ook op federaal vlak was hij politiek actief. Van 1999 tot 2014 zetelde hij namelijk verschillende malen in de Kamer van volksvertegenwoordigers:
- van juni 1999 tot mei 2003 was hij Kamerlid voor het arrondissement Doornik-Aat-Moeskroen
- van juni 2003 tot juli 2004 zetelde hij ter vervanging van Marie Arena
- van juli 2004 tot juni 2007 verving hij Rudy Demotte
- in juli 2007 verving hij korte tijd Elio Di Rupo
- van juli 2007 tot juni 2009 verving hij opnieuw Marie Arena
- van juni 2009 tot juni 2010 en van december 2011 tot januari 2013 verving hij terug Elio Di Rupo
- van januari 2013 tot mei 2014 verving hij Anthony Dufrane